# Wilhelm von Lüneburg

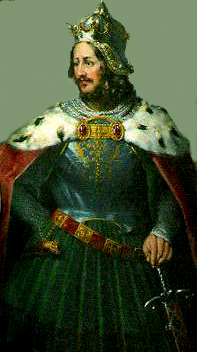
Wilhelm von Lüneburg, Ölgemälde von Georg Friedrich Reichmann um 1835

Wilhelm von Lüneburg (* 11. April 1184 in Winchester; † 12. Dezember 1213 in Lüneburg) war ein englischer Herzog. Er war einer der Erben des welfischen Allodialbesitzes im ehemaligen Herzogtum Sachsen und führte den Titel eines Herzogs von Lüneburg; seine reichsrechtliche Stellung war jedoch umstritten.
Wilhelm wurde 1184 als jüngster Sohn Herzog Heinrichs des Löwen und Herzogin Mathildes von England geboren und war der jüngere Bruder des rheinischen Pfalzgrafen Heinrich des Älteren und Kaiser Ottos IV. Wilhelm wurde während des Exils seines Vaters in England geboren. Im Jahre 1193 wurde er als Geisel für den gefangenen König Richard Löwenherz an Kaiser Heinrich VI. gegeben. Er wurde in Ungarn in Gewahrsam gehalten und hielt sich seit 1195/1196 wieder in Deutschland auf. In den Jahren 1197 und 1198 war er Stellvertreter seines Bruders Heinrich in Braunschweig.
Im Paderborner Vertrag vom 1. Mai 1202 wurde der welfische Allodialbesitz zwischen ihm und seinen Brüdern Heinrich dem Älteren und Otto IV. geteilt. Dabei erhielt Wilhelm Lüneburg, Dannenberg, Lüchow und Blankenburg. Er baute sein Territorium mit dem Zentrum Lüneburg aus, welches durch den Salzhandel zunehmende Bedeutung erlangte. Im welfisch-staufischen Thronstreit stand Wilhelm auf der Seite seines Bruders Otto IV., für den er an mehreren Feldzügen teilnahm. 
Wilhelm war seit 1202 mit Helena († 1233), der Tochter König Waldemars I. von Dänemark verheiratet. Aus der Ehe ging 
- 1204 Otto das Kind hervor.

Nach dem Tod Wilhelms im Jahre 1213 übernahm Otto IV. die Herrschaft über Lüneburg, bevor Wilhelms Sohn Otto das Kind diese antrat. Letzterer wurde 1223 von seinem Onkel Heinrich dem Älteren zum Erben des welfischen Allodialbesitzes eingesetzt.
Wilhelm von Lüneburg wurde im Benediktinerkloster St. Michael in Lüneburg begraben. Er ist der Stammvater aller späteren Welfen.